# Ситник сплюснутый
Ситник сплюснутый (лат. Juncus compressus) — вид травянистых цветковых растений рода Ситник (Juncus) семейства Ситниковых (Juncaceae). Распространён в Евразии и Северной Америке. Растёт во влажных местах, часто вблизи воды.

## Название
Родовое латинское название вида «Juncus» означает «связывать».

## Ботаническое описание
Ситник сплюснутый — многолетний нелуковичный геофит. Он имеет прямой, твёрдый, тонкий, сплюснутый стебель, длиной от 10 до 50 см. Корневище ползучее, короткое. Соцветие щитковидно-метельчатое, состоит из 5—60 цветков до 8 см в длину. Прицветник длиннее соцветия, с развитой пластинкой. Цветки размером до 2,5 мм, в основании с широкояйцевидными, тупыми, перепончатыми прицветниками, которые в 3 раза короче самого цветка. Листы околоцветника равные, зеленовато- или тёмно-бурого цвета, в середине буровато-зелёные, по краю плёнчатые, тупые. Коробочка округло-трёхгранная, наверху округлая, до 3 мм в длину, носик короткий. Семена буро-коричневого цвета, овальные или яйцевидные, почти симметричные. Цветение происходит с мая по июль. Плодоношение происходит с июля по сентябрь. Цветоножка длиной от 0,5 до 6 см. Листья тёмно-зелёные, плоские или желобчатые. Надземные побеги несут до восьми листьев, из которых два нижних чешуевидные светло-бурого цвета, остальные имеют развитую листовую пластинку и достигают до 2 мм в ширину, на концах тонкозаострённые. Прикорневые листья достигают от 5 до 35 см в длину и 0,8—2 мм в ширину.

## Распространение
Ареал ситника сплюснутого включает Европу, Кавказ, южные районы Сибири, Среднюю Азию, Японию, Китай, Монголию.  Также вид был завезён в Северную Америку, где растёт на высоте до 2100 метров над уровнем моря. В Норвегии он был обнаружен недалеко от Хессенга, коммуна Сёр-Варангер. Вид локализирован в южной, восточной, центральной и северо-западной Англии.

## Среда обитания
Ситник сплюснутый произрастает во влажных открытых песчаных, гравийных или глинистых почвах, от слабокислых до слабощелочных, часто вблизи воды. Встречается на деградировавших и обычных болотах, влажных лугах и пастбищах, иногда у моря в солоноватой среде, на искусственных водоёмах, обочинах дорог, сезонно влажных полях, берегах рек и ручьёв и в канавах.

## Галерея

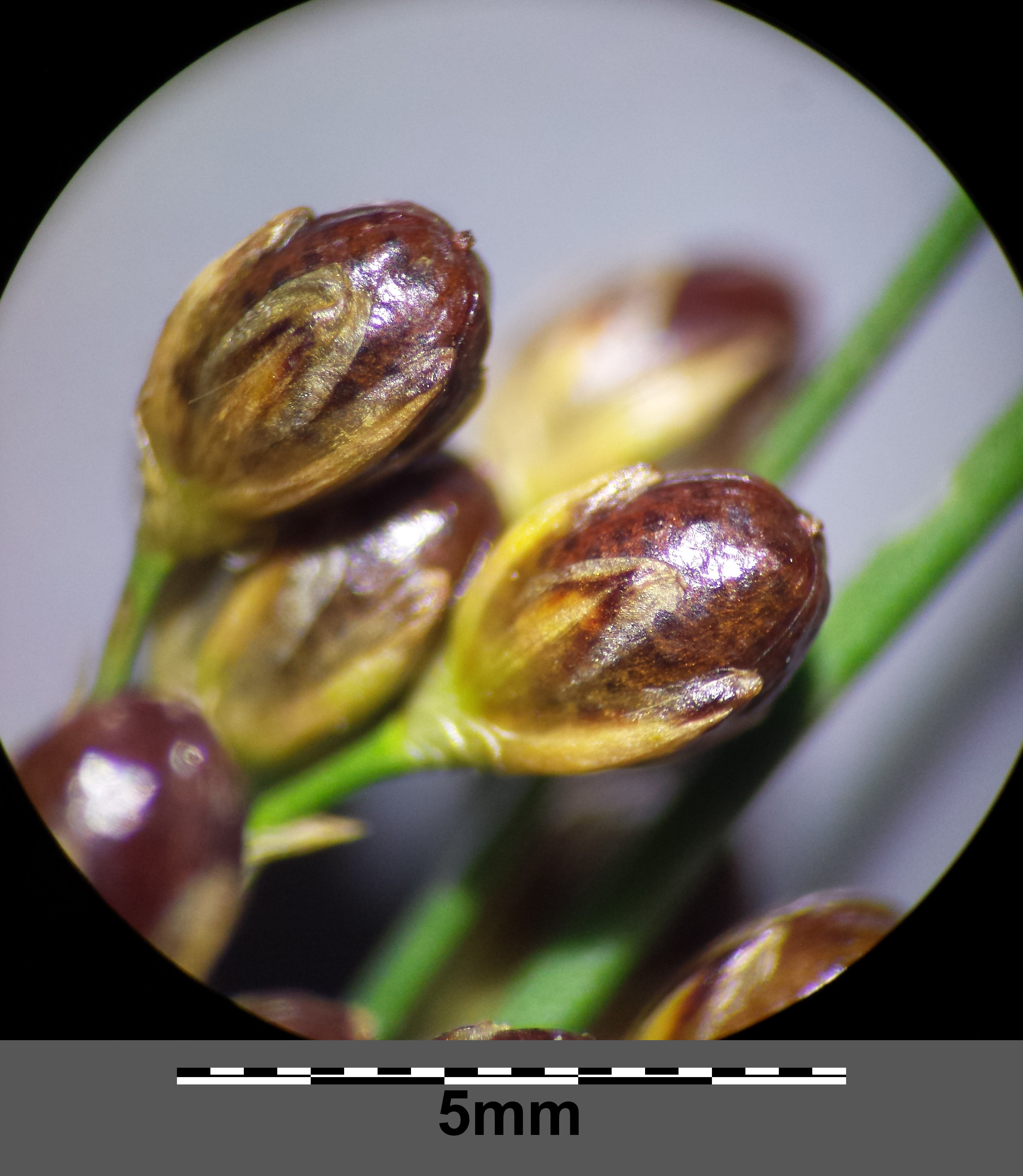
Соплодие
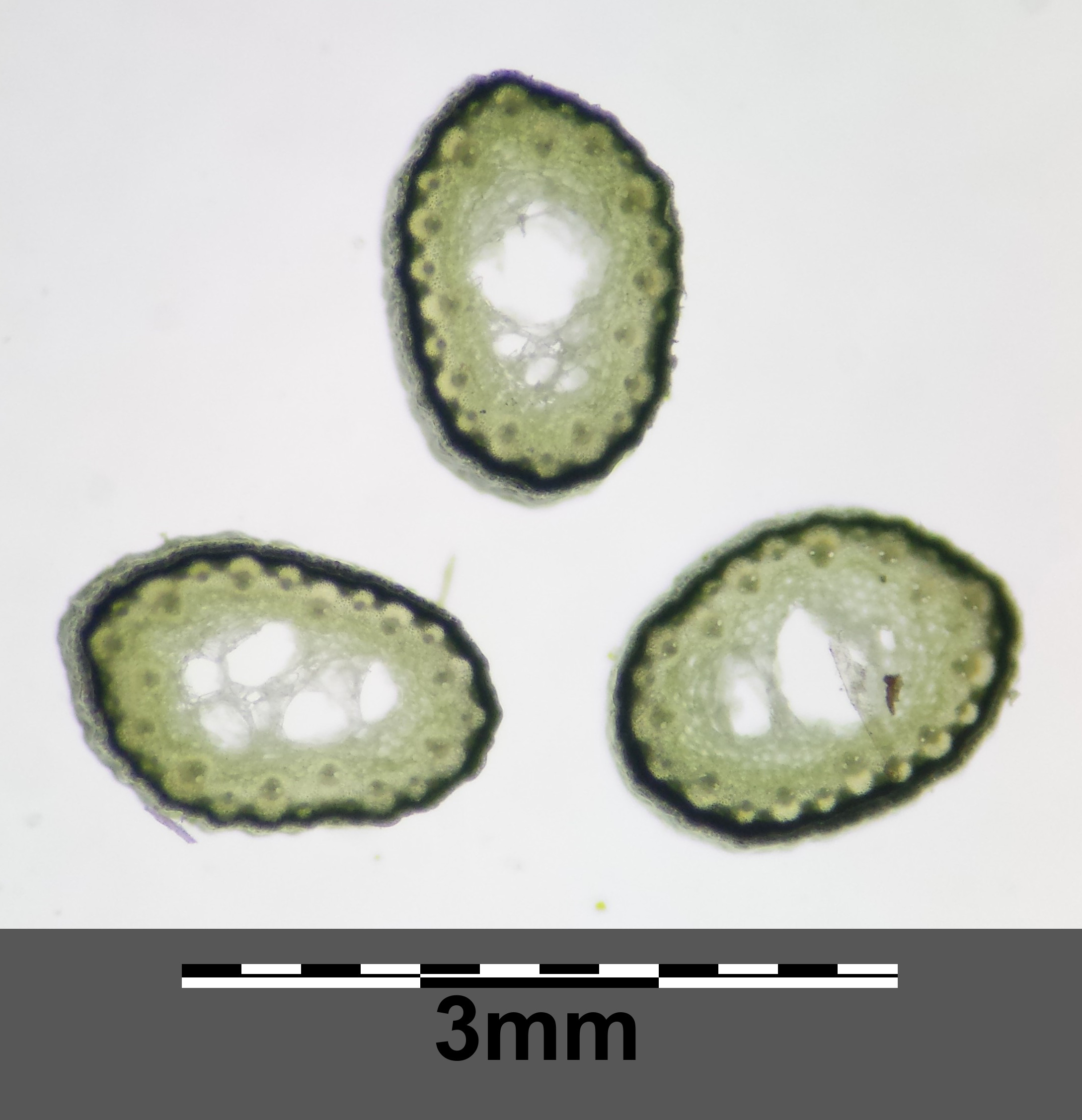
Ствол
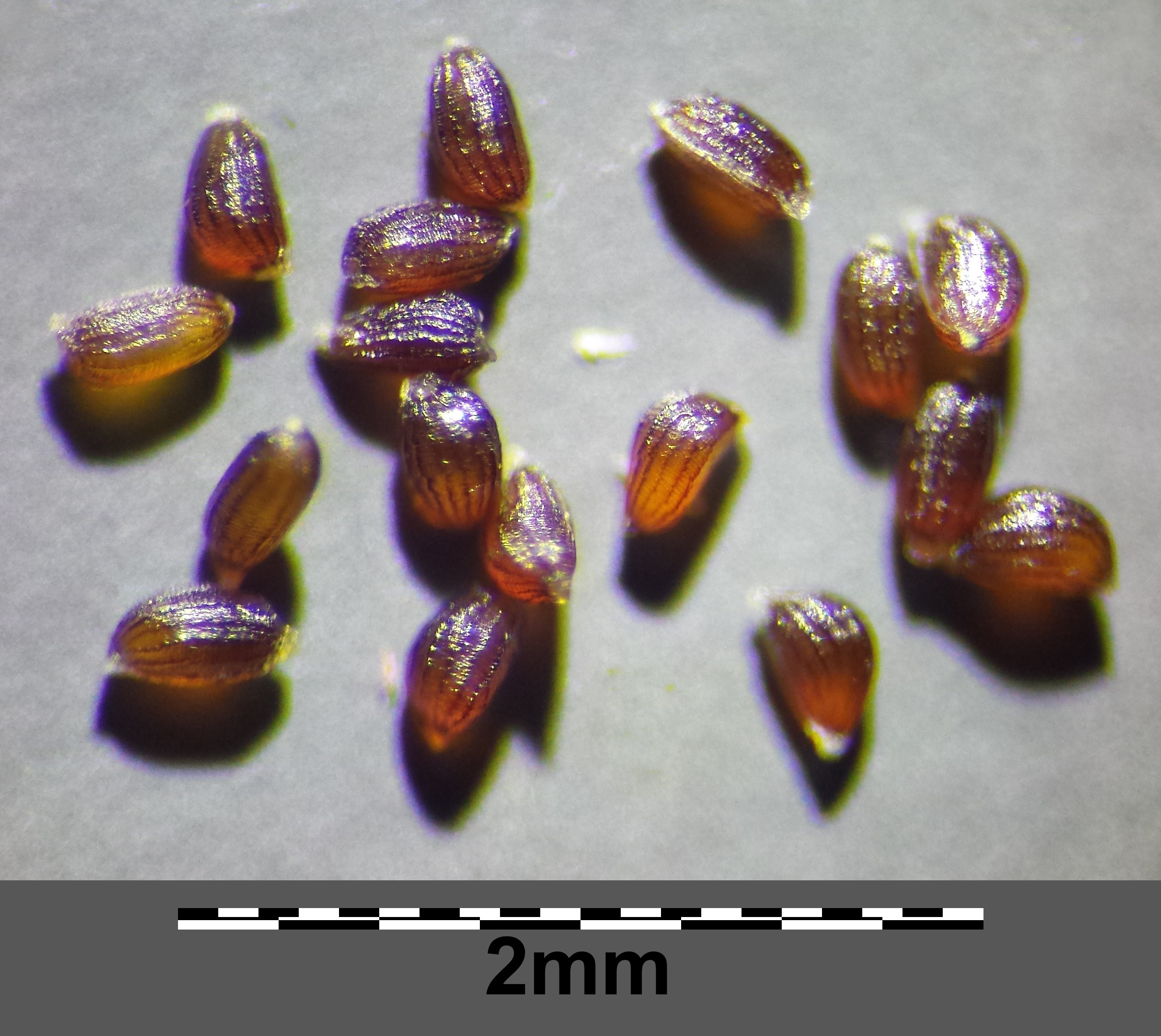
Семена